# Кипр на «Детском Евровидении — 2005»
Кипр должен был участвовать в «Детском Евровидении — 2005», проходившем в Хасселте, Бельгия, 26 ноября 2005 года. На конкурсе страну должна была представить Рена Кириакиди с песней «Tsirko», но вещателю пришлось снять свою заявку с конкурса, так как выбранную песню обвинили в плагиате.

## Национальный отбор
Национальный отбор состоялся 16 сентября 2005 года. Победитель был определён телеголосованием.
| Национальный отбор — 16 сентября 2005 | Национальный отбор — 16 сентября 2005 | Национальный отбор — 16 сентября 2005 | Национальный отбор — 16 сентября 2005 | Национальный отбор — 16 сентября 2005 |
| №                                     | Артист                                | Песня                                 | Место                                 | Всего                                 |
| ------------------------------------- | ------------------------------------- | ------------------------------------- | ------------------------------------- | ------------------------------------- |
| 01                                    | Стелла-Мария Куккиди                  | «Pera apo tin thalassa»               | 9                                     | 1175                                  |
| 02                                    | Попи Христодулу                       | «Thelo to oneiro na zo»               | 10                                    | 729                                   |
| 03                                    | Луи Панагиоту                         | «Fantasia»                            | 2                                     | 3144                                  |
| 04                                    | Луи Георгиу                           | «Esai pantou»                         | 7                                     | 1583                                  |
| 05                                    | Никол Папаристодиму                   | «Zali ksafniki»                       | 8                                     | 1292                                  |
| 06                                    | Кристина Христофи                     | «Tha eisai edo»                       | 4                                     | 2359                                  |
| 07                                    | Рена Кириакиди                        | «Tsirko»                              | 1                                     | 4679                                  |
| 08                                    | Катерина Тофия                        | «Agapa ti zoi»                        | 5                                     | 1855                                  |
| 09                                    | Христос Милордос                      | «I ora pige mia»                      | 3                                     | 3005                                  |
| 10                                    | Кристина Аверкиу                      | «As ftiaksoume to kosmo ksana»        | 6                                     | 1682                                  |

## На «Детском Евровидении»
Несмотря на отказ от участия, Кипр транслировал конкурс и сохранил право голосования. Финал конкурса транслировал телеканал CyBC, а результаты голосования от Кипра объявляла Стелла-Мария Куккиди.

## Голосование[4]
| Баллы     | Страна              |
| --------- | ------------------- |
| 12 баллов | Греция              |
| 10 баллов | Румыния             |
| 8 баллов  | Испания             |
| 7 баллов  | Белоруссия          |
| 6 баллов  | Дания               |
| 5 баллов  | Норвегия            |
| 4 балла   | Бельгия             |
| 3 балла   | Россия              |
| 2 балла   | Нидерланды          |
| 1 балл    | Сербия и Черногория |